# 称号剥奪法 (1917年)
称号剥奪法（しょうごうはつだつほう、英: Titles Deprivation Act）は、イギリスの議会制定法。本法の施行により、第一次世界大戦中にイギリスと敵対する関係にあった王族・貴族は英国爵位や称号を剥奪された。本項では前段となったガーター勲位剥奪に関しても触れる。

## 制定に至る経緯

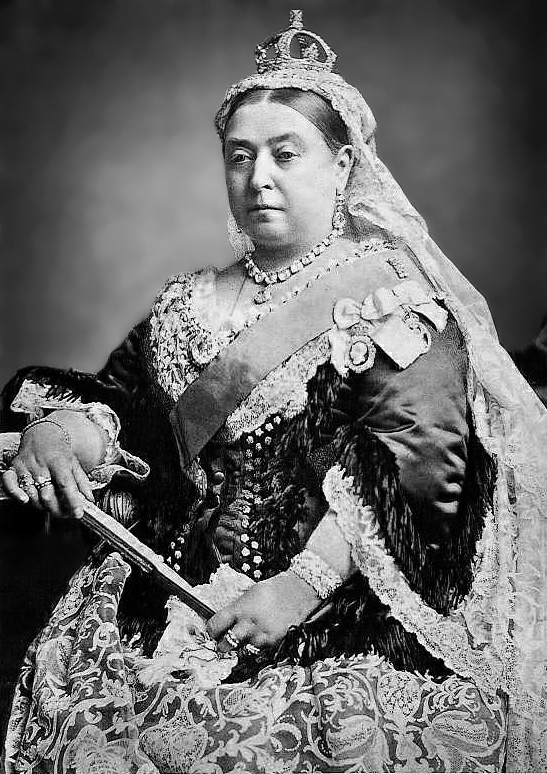
英国女王ヴィクトリア

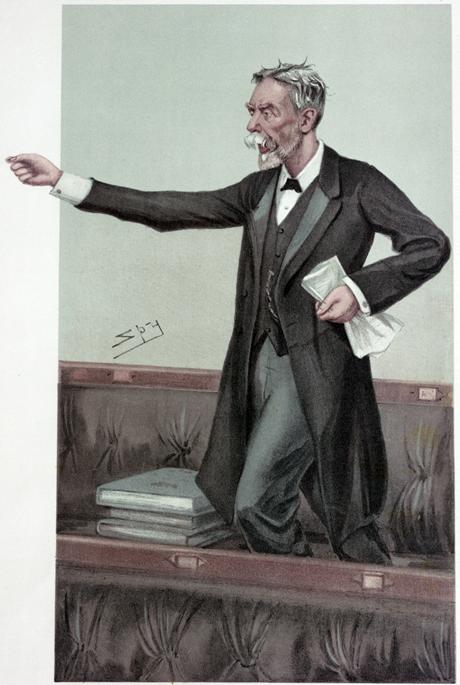
称号剥奪派の急先鋒であったスウィフト・マクニール庶民院議員

イギリス王室は元来、ドイツ連邦諸邦とはその歴史的経緯から密接な関係にあった。英国王ジョージ1世はブラウンシュヴァイク＝リューネブルク選帝侯家出身ながら、1714年にグレートブリテン王として即位したため、約1世紀にわたって英国とハノーファー王国は同君連合の関係にあった。
ヴィクトリアが1837年に即位すると両国の同君連合は解消されたが、ハノーファー王位は女王の叔父のエルンスト・アウグストに引き継がれた。ただ、ヴィクトリア女王がザクセン＝コーブルク＝ゴータ家出身のアルバートと結婚するなど、その後もイギリス王室とドイツ諸邦との関係は続いた。
しかし1914年に第一次世界大戦が勃発すると、イギリスとドイツ諸邦が敵対することとなり、王家同士も両陣営に分かれて戦う状況に陥った。 
1914年11月18日の議会において、南ドニゴール選挙区選出の庶民院議員にして憲法学者スウィフト・マクニール(1849-1926)は、ドイツ帝国を支持するカール・エドゥアルトとエルンスト・アウグストを裏切者として非難し、「彼らが最早わが国の爵位や（貴族院の）議席を喪失している点を明確にするいかなる措置が講じられているのか」と政府に説明を求めた。
1915年に入ると、有力紙『デイリー・テレグラフ』に「北部諸侯の乱のときにガーター勲章を剥奪されたノーサンバーランド伯爵の先例にならい、皇帝の勲章も奪うべし」といった趣旨の投書がなされた。このとき国王ジョージ5世はアルフレッド・スコット＝ゲティガーター主席紋章官に投書の内容の真偽を問うたが、ほどなくスコット＝ゲッティ紋章官から「投書の内容は史実であり、国王は騎士団の主権者として剥奪は可能」との返事を受け取っている。
イープルの戦いにおいて毒ガスが使用されたことで対独感情は悪化を続けた。この直後、新聞『デイリー・クロニクル』は聖ジョージ礼拝堂に掲げられた独皇帝のバナーを『恥辱のバナー』とまで罵ったほか、国王には母アレクサンドラ王太后からも「速やかにバナーを引きずり下ろすべき」との手紙が舞い込むに至った。事ここに至ってジョージ5世も剥奪を決断し、1915年5月14日に騎士団員のドイツ皇帝ヴィルヘルム2世以下ドイツ諸侯やオーストリア皇帝フランツ・ヨーゼフ1世を対象にそのバナーを撤去した。ただしこの時も爵位を没収することは行わなかった 。
残る爵位に関してもアスキスや後任のロイド・ジョージは爵位を剥奪することに抵抗したにもかかわらず、件のマクニールは1918年に議席を失うまでなおも要求を続けた。マクニールが落選すると、南ハックニー選挙区選出のホレイシオ・ボトムリー(1860-1933)がその後を引き継いだ。
その後も高まり続ける反独感情を考慮した結果、英国議会は1917年に勲章を始めとする栄典のみならず、英国と敵対する王侯貴族に対して、その称号や爵位の剥奪を認可する本法を可決するに至った。

## 枢密院特別委員会
称号剥奪法には「国王は枢密顧問官よりなる委員会を設けることができる」と定める条文があったほか、その場合、枢密院司法委員会の少なくとも2人の委員を含めて審議を行ったうえで、同委員会の報告に基づいて剥奪する旨を規定していた。
委員会は、「今般の戦争において、いかなる者が英国及び同盟国に敵対的であるか、あるいは国王陛下の敵を支持しているか」に焦点を当て、該当する王侯貴族を報告する権限が与えられていた。
報告は、庶民・貴族両院の管理下に置かれ、両院が40日以内に報告不承認の動議を通過させなかったとしても、国王に報告書自体は提出されることになっていた。 
また、称号剥奪法は「宣告を受けた者の後継者はその爵位にかかる回復請求を行うことができる」とも定めており、その場合、請願書は枢密院委員会に付託されたのち、請願者を復帰させるかどうかを審議及び裁定することを規定している。 かつ、いかなる場合も、本法が「所領またはその他の財産を有する者ならびに、その相続人に影響を与えることはない」とも規定していた。
ジョージ5世は同法2条の規定に基づいて、以下の者を委員会委員に任命し、1917年11月27日付で委員会を招集した。 
| 肖像 | 枢密院特別委員会委員                                    | 兼任                         |
| ---- | ------------------------------------------------------- | ---------------------------- |
|      | 初代フィンレイ子爵ロバート・フィンレイ                  | 大法官                       |
|      | 初代サンドハースト子爵ウィリアム・マンスフィールド      | 宮内長官                     |
|      | 第5代ランズダウン侯爵ヘンリー・ペティ＝フィッツモーリス | 兼職なし                     |
|      | 初代クルー侯爵ロバート・クルー＝ミルンズ                | ロンドン・カウンティ議会議長 |
|      | 第2代ニュートン男爵トマス・リー                         | 外務政務次官補               |
|      | 初代スタンフォーダム男爵アーサー・ビッグ                | 国王秘書官                   |
|      | 初代サムナー子爵ジョン・ハミルトン                      | 常任上訴貴族                 |

委員会は、1918年8月1日に報告書をとりまとめ、両院に提出した。両院とも報告書の不承認を決議しなかったため、1919年3月28日に国王にも報告がなされた。ジョージ5世は同日付で、委員会報告書に記載されている者の剥奪を行うべく枢密院令を発した。

## 本法によって剥奪宣告を受ける者
1919年3月28日の枢密院令によって、次に掲げる者から、以下の爵位と称号が剥奪された。
| 肖像 | 宣告を受ける者                                        | 剥奪された爵位                                          | 剥奪された称号         |
| ---- | ----------------------------------------------------- | ------------------------------------------------------- | ---------------------- |
|      | カール・エドゥアルト (ザクセン＝コーブルク＝ゴータ公) | - オルバニー公爵 - クラレンス伯爵 - アークロウ男爵      | - HRH                  |
|      | エルンスト・アウグスト (ハノーファー王太子)           | - カンバーランド＝テヴィオットデイル公爵 - アーマー伯爵 | - HRH                  |
|      | エルンスト・アウグスト (ブラウンシュヴァイク公)       | ※エルンスト・アウグスト (ハノーファー王太子) の子       | - HRH - 王子（Prince） |
|      | 第12代ターフェ子爵ハインリヒ・ターフェ                | - ターフェ子爵 - バリモート男爵                         |                        |

オルバニー公爵及びカンバーランド＝テヴィオットデイル公爵の子孫は爵位回復請求権を有するが、2019年現在に至るまで同権利を行使していない。
また、ターフェ子爵位に関しては、爵位の継承資格を有する相続人リチャード（リヒャルト）・ターフェが1967年に男子なく死去したため、請求権者は存在しない。